# 黑客帝国
是一部1999年上映的美國科幻動作電影，由沃卓斯基姐妹編劇和導演。該電影為《駭客任務系列》的首部作品，由基努·李維、勞倫斯·菲什伯恩、凱莉·安摩絲和雨果·威明和喬·潘托利亞諾主演，該片講述了一個反烏托邦未來的故事。在未來世界中，人類不知不覺地被困在一個由智慧機器創造的虛擬現實——「母體」中，母體的目的是分散人類的注意力，同時利用他們的身體作為能量來源。當電腦程式設計師湯瑪斯·安德森以黑客代號「尼奧」發現世界的真相後，他與其他被從母體中解放出來的人加入對抗機器的反叛行動。
《駭客任務》被認為是科幻作品中的赛博朋克子類型的典範。華卓斯基姊妹在處理動作場景時深受日本動漫和武俠電影（特別是香港動作電影中的打鬥編排和吊威亞技術）的影響；此外，柏拉圖的「地穴寓言」和1990年代的Telnet駭客社群也是重要靈感來源。影片也使「紅色藥丸」等迷因廣為流行，並引入了一種名為「子弹时间」的視覺特效，即透過讓畫面中的動作以慢動作進行，而攝影機以正常速度穿梭場景，來表現某有些角色的高度感知，從而讓他們的加速動作以正常速度呈現。
《駭客任務》於1999年3月31日在美國上映，獲得了評論界的廣泛好評，評論家稱讚了其創新的視覺效果、動作場面、攝影技巧和娛樂價值。本片在全球票房超過4.6億美元，而製作預算為6,300萬美元，成為1999年華納兄弟票房最高的電影，也是當年全球票房第四高的電影。該片在第第72届奥斯卡金像奖上獲得了最佳視覺效果、最佳影片剪輯、最佳音效和最佳音效剪輯四項大獎，並贏得了53屆英國電影學院獎的最佳音效和最佳特殊視覺效果獎。此外，華卓斯基姐妹在第26屆土星獎中獲得了最佳導演和最佳科幻電影獎。《駭客任務》被認為是有史以來最偉大的科幻電影之一，並因其具有「文化、歷史和美學的重要意義」於2012年被美國國會圖書館選入國家影片登記表。
這部電影的成功促使兩部續集在2003年相繼上映，分別為《駭客任務：重裝上陣》和《駭客任務完結篇：最後戰役》，同樣由華卓斯基姊妹編劇和導演。《駭客任務》系列也透過漫畫、電子遊戲和動畫電影《駭客任務動畫版》進一步擴展，該系列也啟發了眾多書籍和理論，進一步探討了電影中涉及的宗教和哲學思想。2021年，第四部電影《駭客任務：復活》上映。

## 劇情

湯瑪斯·安德森表面上是個朝九晚五的電腦工程師，私下卻是個代碼為尼歐（Neo）的高超駭客。尼歐總覺得自己身處的世界存在難以言喻的不協調感，在他私下追查的結果，知道了這一切都跟被稱作「母體」（The Matrix）的神秘事物有關。在另一名駭客崔妮蒂（Trinity）引導下，尼歐和傳奇駭客神秘人物莫菲斯（Morpheus）聯絡上，想由他口中得知「母體」的真相。
莫菲斯等人把尼歐帶到真實世界，使尼歐得知真實世界已經被電腦機器所佔領統治。為了培養人類而获得能量來源，電腦機器模擬1999年的人類世界（現實世界其實已踏入2199年左右）創造出虛擬程式世界「母體」，也就是尼歐過往所認識的世界。藉由和人體大腦神經聯結的連接器，使視覺、聽覺、嗅覺、味覺、觸覺、心理（六根）等訊號傳遞到人類大腦時都彷彿是真實的，以此囚禁人類的心靈。
莫菲斯等人是較早被解放而得以脫離母體的一群，他信奉在「母體」中可預知未來作出預言的先知（Oracle）。最初從「母體」中覺醒並解放其他人類的人被稱作救世主，先知預言莫菲斯將在有生之年找到救世主的轉世，他會再次來到人間並拯救所有被電腦機器所囚的人類。莫菲斯相信這個預言最終找到了尼歐，他認定後者就是轉世的救世主，但尼歐卻對此身份有所懷疑。
尼歐通過與莫菲斯的電腦程式訓練，發現只要看破真相，並堅信在虛擬世界中的一切都不是真的，就可將「母體」各種模擬真實世界的物理現象如萬有引力、摩擦力的程式加以改變甚至破壞，以此在「母體」世界中做出各種違背物理定律的事，例如：一拳把人打飛至十多公尺遠、跳躍至半空停留七、八秒才落地等。
尼歐莫菲斯等人再次透過連接器進入「母體」拜訪先知，先知告知尼歐「現在的他」並不是救世主。他們返回真實世界的途中，母體派出多個以史密斯（Agent Smith）為首的特務追殺。特務有着人類的外表且極善於扭曲「母體」中的物理現象，是電腦機器創造用來在「母體」中專門追捕目標的程式，莫菲斯為了保護尼歐而落入了特務史密斯之手。
尼歐等人發現原來他們一行人中的暗碼（Cypher）出賣了他們的情報予特務，并搶先回到真實世界將仍在「母體」的隊友強制拔除連接器逐一殺死，最後卻被沒進入「母體」的戰車（Tank）所殺。戰車之後成功喚回尼歐和崔妮蒂，但莫菲斯卻因無法喚回而持續和「母體」連線中。
尼歐和崔妮蒂再次連線進入「母體」成功救出莫菲斯，在莫菲斯和崔妮蒂回到真實世界後，尼歐卻被攔截到他的史密斯擊斃而处于彌留狀態。此時真實世界中的崔妮蒂緊依著尼歐和他對話並深深的吻了他，感受到真實世界的深情之後尼歐彷彿頓悟一般地復活，復活後的尼歐對自己「救世主」的身份已無絲毫懷疑，领悟到自己可以重寫「母體」內程式的能力。尼歐入侵史密斯的程式碼并将其覆寫刪除，史密斯因此爆炸而灰飛煙滅，其他的特務見狀嚇得落荒而逃，尼歐最後也平安返回現實世界。
最後的畫面中，尼歐在「母體」內用電話亭向電腦機器通知他將要解放所有人類，之後的故事在駭客任務2：重裝上陣中繼續發展。

## 演员
- 基努·李維－湯瑪斯·安德森／尼歐（Thomas A. Anderson / Neo）
- 勞倫斯·費許朋－莫菲斯（Morpheus）
- 嘉利-安·慕絲－崔妮蒂（Trinity）
- 曉高·韋榮－史密斯干员（Agent Smith）
- 格洛麗亞·福斯特（英语：Gloria Foster）－祭師（Oracle）
- 喬·潘托利亞諾－暗碼（Cypher）
- 馬庫斯·昌（英语：Marcus Chong）－戰車（Tank）
- 朱利安·阿拉罕加（英语：Julian Arahanga）－天啟（Apoc）
- 麥特·道倫（英语：Matt Doran）－滑鼠（Mouse）
- 貝琳達·麥考利（英语：Belinda McClory）－變體（Switch）
- 安東尼·雷·派克－推土機（Dozer）
- 保羅·戈達德－布朗探員（Agent Brown）
- 羅伯特·泰勒－琼斯探員（Agent Jones）
- 史蒂夫·多德－盲人
- 費歐娜·約翰遜（英语：Fiona Johnson）－紅衣女郎

## 製作

### 特效
駭客任務中的動作戲多用称作「子彈時間」的特殊慢鏡頭處理，被譽為是拍攝手法的經典創新，之後的許多電影都可以看到類似駭客任務慢動作的場景。

## 影響

### 評價
爛番茄的好評度為88%，在155條專業評論中，136條專業評論贊同，19條專業評論反對，平均分為7.71/10，觀眾的評價則是85%，在Metacritic上，電影獲得了73分，本片獲得全方面的讚譽。
2023年，爛番茄滿25週年特別專題中，本片在該站名列「影評家選出過去25年的最佳電影」排行榜第9名。

## 哲學思想
哲學，神學和世俗主義都在《駭客任務》裡有濃重的表現。諾斯底教派的信徒也會注意到很多相關的主題。
其中有相當多內容涉及印度教、佛教、道教和基督教，並蘊含啟蒙、涅槃、重生的概念。對印度教和佛教的深度涉及包括自由意志對抗命運，還在電影的配樂中使用印度教的頌歌、理念、虛幻（Maya）、因果報應（Karma）和存在論的多種觀點。
《駭客任務》以很多方式解析真實、超现实，並闡述人的觀點是實質的、物理的世界才是虚幻。
值得注意的是，《駭客任務》一片雖然有探討經典哲學問題的意圖，但它們的進行並不十分嚴謹，多半是因為故事的因素而伴隨出現，而敘述的哲學內容也多半是已經被哲學家們討論過。

## 争议
电影中提到「母體使用人类作为能量來源」的说法並没有科学根據，根据熱力學定律，人體在進行生命運轉時為一耗散結構，其维持生存所须摄入的能量必定比向外界释放的較多。事实上，在最初的剧本使用的是「母体使用人类的大脑作为並行處理機」作為解释，但后来考虑到觀眾的接受程度，故改成了现在电影中的说法。
《駭客任務》一书收录了電影拍摄的最后一版剧本（1998年版本），其中的解释是机器发明了一种新的核能发电法，但是需要少量的电能起始发电过程。而根据《第二次文艺复兴》中的解释，机器最初用人发电为解燃眉之急，并没有用人类开始循环发电，之後才简化发电步骤，舍弃潮汐能，地热等等需要新设备的发电方法，直接用人类的少量体能起始核电过程。事实上在电影中，莫菲斯确实提到了“裂变”，但是没有如剧本中一样明确解释，以致造成误解。
另外，在《駭客任務動畫版》中，也出現了母體之外，有自我意識的機器人願意與人類和平相處。既然母體可以有意識，一般的機器人也可以有自我意識，有自我意識的一般機器人與母體的關係，在電影版沒有加以鋪陳，但也具有深思之處。
有部分觀眾認為這電影的靈感疑似受到《楚門的世界》的影響。後者中的主角楚門周遭的所有景物和人物都是人為製造且演出的，這部分確實雷同《駭客任務》的橋段。

## 原著作者
駭客任務原著作者为电影导演兼编剧沃卓斯基兄弟本人，在他们与駭客任務影迷的一次网上聊天中透露了駭客任務系列创意的开始。当时兩人在製作一个和駭客任務无关的漫画，一位同事问他们有何新的创意，由于当时赛博朋克科幻小说较热门，他们就以赛博朋克创意开始构思，在三天内构思出了故事大纲。由于兩人非常低调，我们只能推测駭客任務剧本诞生的时间。《駭客任務》制片人喬·西佛说过駭客任務的剧本在《V怪客》（1984年）后写成，沃卓斯基兄弟在1988年暂时离开了漫画业，在好莱坞撰写剧本，所以《駭客任務》最初的剧本是在1984年到1988年的一段时间中完成的。
《駭客任務》第一部的修改并不大，一些被删除的部分也以其他形式保存下来，例如駭客任務漫画《真实世界没有花朵》的故事就是屬於原剧本的一部分。然而《駭客任務》两部续集的原剧本完全被改寫，上映电影續集的故事剧本是在《駭客任務》第一部上映后，以相似的思路但不同的故事结构重写而成。
另外，在剧情的方面，駭客任務被认为与士郎正宗所畫的漫画《攻壳机动队》有思想上的密切關联。

### 系列電影
- 駭客任務2：重裝上陣（The Matrix: Reloaded）
- 駭客任務3：最後戰役（The Matrix: Revolutions）
- 駭客任務動畫外傳（The Animatrix）
- 駭客任務4：復活（The Matrix: Resurrections）

### 其他
- 桶中之腦
- 莊周夢蝶
- 让·波德里亚